# A Camouflage Kiss
A Camouflage Kiss è un film muto del 1918 diretto da Harry Millarde.

## Trama
Rudolph King, che ha messo su un'industria di scatolame, si fidanza con Martha, la nipote di John Chandler, il suo socio. I due industriali danno un ricevimento il cui ospite è Pell Kingston, fornitore dell'esercito, per negoziare con lui un contratto sulla loro carne di maiale con fagioli. Il timido Richard, che non osa baciare Martha, convince Pell a farlo al posto suo, nel buio. Quando la ragazza risponde al bacio, Rudoph le fa credere di essere stato lui a baciarla ma lei scopre ben presto la verità. Attratta da Pell, la ragazza però è frastornata anche dal fatto che la signora Chandler dimostra interesse per il bel giovanotto. Dopo alcuni fraintendimenti, tutto si chiarisce e Pell lascia la festa insieme a Martha.

## Produzione
Il film fu prodotto dalla Fox Film Corporation.

## Distribuzione
Distribuito dalla Fox Film Corporation, il film uscì nelle sale cinematografiche USA il 31 marzo 1918.